# Guojiazhuang (köpinghuvudort i Kina, Shanxi Sheng, lat 35,30, long 111,16)
Guojiazhuang är en köpinghuvudort i Kina. Den ligger i provinsen Shanxi, i den norra delen av landet, omkring 310 kilometer sydväst om provinshuvudstaden Taiyuan. Antalet invånare är 32 221. Befolkningen består av 15 994 kvinnor och 16 227 män. Barn under 15 år utgör 15,0 %, vuxna 15-64 år 74 %, och äldre över 65 år 10,0 %.
Runt Guojiazhuang är det tätbefolkat, med 257 invånare per kvadratkilometer. Närmaste större samhälle är Nanjie, 19,0 km nordost om Guojiazhuang. Trakten runt Guojiazhuang består till största delen av jordbruksmark.
Genomsnittlig årsnederbörd är 639 millimeter. Den regnigaste månaden är juli, med i genomsnitt 166 mm nederbörd, och den torraste är december, med 2 mm nederbörd.